# Río Concepción
El río Concepción es el resultado de la confluencia del Río Altar y Río Magdalena, en las inmediaciones del Rancho la Ventana las cercanías al sur de Pitiquito, continúa su cauce cercano a la ciudad de Caborca y desemboca en el Golfo de California, en el Océano Pacífico. Es un río que corre por parte del estado de Sonora, México. El mismo tiene una longitud de 335 km, y su cuenca abarca 25,800 km². En Caborca está el Templo de la Purísima Concepción aparentemente por el mismo motivo.    
Aguas arriba existen varias represas, siendo las principales, la presa Cuauhtémoc sobre el río Altar; la presa el Comaquito al noreste de Imuris, que embalsa al arroyo Cocóspera y Babasac e irriga el Distrito Magdalena, que luego confluye al Río Magdalena; el Plomo que embalsa al arroyo Plomo y la represa de Ignacio R. Pesqueira, sobre el arroyo El Yeso. 

## Fauna
Se ha reportado que se encuentra amenazada la presencia de la especie Charalito Sonorense, Gila ditaenia, que es endémica del Concepción.